# Trener
Trener (eng. trainer) je osoba koja vodi, podučava i priprema (trenira) sportaše ili sportske klubove. Osim tjelesne i tehničke pripreme, trener također može voditi i psihičku pripremu sportaša radi što bolje pripreme istog za predstojeća natjecanja.
U ekipnim športovima, trener odabire i taktiku koju će ekipa primijeniti u predstojećim nastupima. Također, trener je zadužen promatrati i proučavati suparnike.

## Vanjske poveznice
|  | Zajednički poslužitelj ima još gradiva o temi Trener |